# Gymnothorax nudivomer
Gymnothorax nudivomer és una espècie de peix de la família dels murènids i de l'ordre dels anguil·liformes.

## Morfologia
Els mascles poden assolir els 180 cm de longitud total.

## Distribució geogràfica
Es troba des del Mar Roig i Transkei (Sud-àfrica) fins a les Hawaii, les Illes Marqueses, les Illes Ryukyu i Nova Caledònia.